# Visconde de Messines
Visconde de Messines é um título nobiliárquico criado por D. Luís I de Portugal, por Decreto de 7 de Março de 1872, em favor de Joaquim Mendes Noutel.
Titulares
1. Joaquim Mendes Noutel, 1.º Visconde de Messines.